# Sergio Boschiero
Sergio Boschiero (Breganze, 15 aprile 1936 – Colleferro, 3 giugno 2015) è stato un politico e giornalista italiano, storico rappresentante dell'Unione Monarchica Italiana e del movimento monarchico italiano sorto dopo il 2 giugno 1946.

## Biografia
Sergio Boschiero ricordava che in occasione del referendum istituzionale del 1946, non ancora undicenne, faceva parte di una banda di ragazzi che affiggeva i manifesti pro-Monarchia in tutta la provincia di Vicenza.
Negli anni '50 si iscrisse al Fronte Monarchico Giovanile, organismo dell'Unione Monarchica Italiana, divenendone successivamente segretario per il Triveneto: al Teatro ''Roma'' di Vicenza tenne il suo primo comizio pubblico (08/04/1960), alla presenza di Carlo Delcroix (Deputato del Partito Nazionale Monarchico) e del Principe Amedeo di Savoia-Aosta.
Agli inizi degli anni 60 si trasferì a Roma, lavorando come impiegato di banca, dopo essere stato nominato da Umberto II come rappresentante ufficiale dei monarchici italiani.
È stato segretario nazionale del Fronte Monarchico Giovanile dal 1962 al 1972 e segretario nazionale dell'Unione Monarchica Italiana dal 1972 al 1984 e dal 2001 al 2012.
Fu iscritto all'Ordine Nazionale dei Giornalisti a partire dal 1974 e negli ultimi anni della sua vita diresse l'Agenzia di Stampa FERT. Collaborò inoltre con la rivista di divulgazione storica, diretta da Fabio Andriola, Storia in Rete.
Commendatore dell'Ordine della Corona d'Italia, cavaliere di gran croce del Sacro Militare Ordine Costantiniano di San Giorgio (ramo spagnolo), dal 2002 tornò a ricoprire l'incarico di segretario nazionale dell'Unione Monarchica Italiana, la più antica e numerosa organizzazione monarchica presente sul territorio nazionale, presieduta da Gian Nicola Amoretti. Il 24 novembre 2012, nel corso del XII Congresso nazionale dell'Unione Monarchica Italiana, è stato acclamato Presidente onorario. Il 3 maggio 2014, per i 70 anni dell'unione ricevette la Medaglia d'Oro della fedeltà.
Boschiero ha sostenuto la Consulta dei Senatori del Regno, attualmente presieduta dallo storico Aldo Alessandro Mola, circa l'esclusione di Vittorio Emanuele ed Emanuele Filiberto dalla successione a Umberto II, proponendo ufficialmente Amedeo di Savoia-Aosta come pretendente al trono d'Italia. In passato ha sostenuto il ramo di Casa Savoia di Vittorio Emanuele e del figlio Emanuele Filiberto ma, prima della fine del loro esilio, ha restituito le decorazioni dell'Ordine dei Santi Maurizio e Lazzaro conferitegli dai due.